# 亞茨基夫卡
亞茨基夫卡（羅馬化：Yatskivka）是乌克兰东部顿涅茨克州克拉马托尔斯克区利曼市鎮的村庄，坐落於頓涅茨克州與哈爾科夫州的邊界上、州首府頓涅茨克市中心北偏西北方向约141.0（87.6英里）處，靠近奥斯基爾水库的南角。
2022年俄羅斯入侵烏克蘭期间，该村庄遭到俄罗斯军队的袭击。2022年9月23日，在2022年哈爾科夫反攻期间被乌克兰军队光復。 